# Mary Mitchell O’Connor
Mary Mitchell O’Connor (irl. Máire Mistéil Ní Chonchubhair; ur. 10 czerwca 1959 w Milltown) – irlandzka polityk i nauczycielka, Teachta Dála, minister w rządzie Endy Kenny’ego.

## Życiorys
Kształciła się w kolegium nauczycielskim Carysfort College. Uzyskała również magisterium z zarządzania na National University of Ireland w Maynooth. Pracowała jako nauczycielka, była dyrektorką szkoły Scoil Cholmcille w Skryne i następnie The Harold School w Glasthule w Dublinie.
Była działaczką Progresywnych Demokratów, w 2007 przeszła z tego ugrupowania do Fine Gael. W 2004 i 2009 wybierana na radną hrabstwa Dún Laoghaire-Rathdown. W 2011 i 2016 z powodzeniem kandydowała do Dáil Éireann 31. i 32. kadencji.
W maju 2016 w drugim gabinecie Endy Kenny’ego objęła urząd ministra pracy, przedsiębiorczości i innowacji. W czerwcu 2017 nowy premier Leo Varadkar powierzył jej stanowisko ministra stanu do spraw szkolnictwa wyższego (w randze uczestnika posiedzeń gabinetu bez prawa głosu). Funkcję tę pełniła do czerwca 2020.